# 伊万卡·特朗普
伊凡娜·玛丽·“伊万卡”·特朗普（英語：Ivana Marie "Ivanka" Trump，1981年10月30日—）是名美国商人、電視名人、名媛、作家和模特，現任川普集團執行副總裁，是名媛伊凡娜·川普和美國第45、47任總統唐納·川普所生的長女。

## 生平
伊凡卡是纽约地产大亨以及第45任美國總統唐纳·川普与他第一任妻子伊万娜·特朗普所生的長女，有一個同母哥哥、弟弟。伊凡卡早年就读于纽约市的查平学校（The Chapin School），高中毕业于美国瓦林福德（Wallingford）的罗丝玛丽中学（Choate Rosemary Hall）。伊凡卡在乔治城大学就读2年后转入宾夕法尼亚大学沃顿商学院，并于2004年以优等成绩获得经济学学士学位。

## 职业生涯

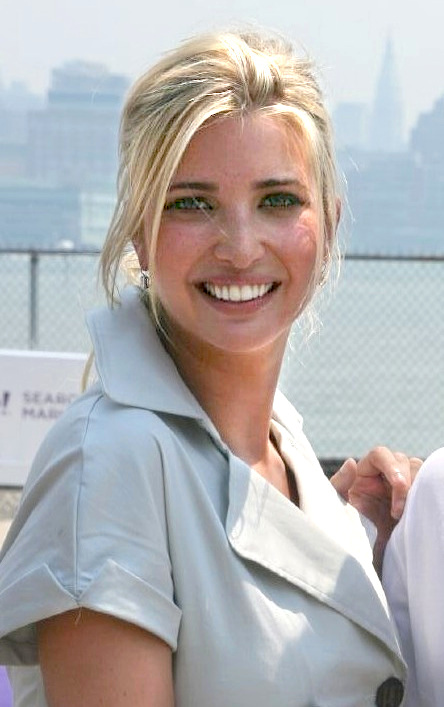
2007年7月的伊凡卡

在加入家族企业之前，伊凡卡·特朗普在森林城市公司工作，并联合钻石贸易看货商Dynamic Diamond Corp.,设计并在该品牌位于麦迪逊大道的首家旗舰零售店推出了新的珠宝系列，名为伊凡卡·特朗普。
直至2017年，伊凡卡·特朗普是特朗普集团开发与并购部门的执行副总裁。她也发行了自己的手提袋和鞋靴系列。
2017年5月29日，三名调查生产伊万卡鞋子的中国代工厂（江西华坚）的中国劳工观察调查人员被中国江西赣州警方刑事拘留，据中国劳工观察称，伊万卡的代工厂工人被虚假的招工广告骗进工厂，离职拿不到工资，每天工作15小时，一个月只有二天休息，遇到赴货的时候会加班到第二天早上1:30甚至7:10还要继续上班，强迫的加班时间没有任何工资。工人经常性的会被管理人员辱骂，一些时候还会打工人，一个月工人工作350小时，工厂有各种扣款，工资有时只有不到2400元人民币。在华坚工厂还有超过50名工人是残疾人士。伊万卡公司发言人说在2017年3月开始没有在江西华坚生产产品。同时没有回应中国劳工观察指控。
2018年7月，擁有個人品牌的伊凡卡宣布關閉時裝業務，以專注於其在美國白宮所出任的顧問職務。
2020年9月，伊凡卡為時任美國總統的父亲唐纳德·特朗普進行爭取連任的助選活動。

### 曾刊登封面照的杂志
- 《福布斯》
- 《高尔夫杂志》
- 《大道杂志》
- 《世界时装之苑》
- 《时尚芭莎》
- 《名利场》

## 个人生活
她在2006年与《70年代秀》中的托弗·格雷斯约会。2009年7月，在与拉比埃利·温斯托克一起读书后，伊凡卡皈依犹太教，教名Yael。在2015年伊凡卡說：「對我來說這是一個偉大的生活決定。我真的發現，猶太教，它創建了一個驚人的連接家庭的藍圖。」
2009年10月25日，伊凡卡与商人贾瑞德·库什纳结婚。贾里德·库什纳的父亲查尔斯·库斯纳拥有库什纳地产集团，贾瑞德持有股份所有权。贾里德也是《纽约观察家》的老板。2011年，伊凡卡的第一個女儿出生。2013年4月，伊凡卡宣布她怀了第二个孩子，同年生下長子。2016年，次子出生。

## 电视节目
- 《飞黄腾达》（The Apprentice）评委
- 《決戰時裝伸展台》
- 《绯闻女孩》第七集客串演出

## 著作
《The Trump Card: Playing to Win in Work and Life》（王牌：在工作和生活中赢得胜利），2009年10月出版发行。